# Parallelia porphyrescens
Parallelia porphyrescens är en fjärilsart som beskrevs av George Francis Hampson 1910. Parallelia porphyrescens ingår i släktet Parallelia och familjen nattflyn. Inga underarter finns listade i Catalogue of Life.